# Matteo Gabbia
Matteo Gabbia (Busto Arsizio, Italia, 21 de octubre de 1999) es un futbolista italiano que juega como defensa en el A. C. Milan de la Serie A.

## Trayectoria
Hizo su debut en el primer equipo el 24 de agosto de 2017 en un partido de la Liga Europa de la UEFA.
El 31 de agosto de 2018 fue cedido a la A. S. Lucchese de la Serie C. El 27 de septiembre anotó su primer gol en su carrera en un empate en casa contra el Carrarese Calcio. 
En julio de 2023 fue prestado al Villarreal C. F. por una temporada. Sin embargo, a inicios de 2024 la cesión se canceló y regresó a Milán.

## Selección nacional
Jugó para la selección italiana sub-19 en el Campeonato de Europa de 2018, terminando en segundo lugar.
En 2019 fue convocado por Paolo Nicolato para la Copa Mundial sub-20 en Polonia, en la que jugó los siete partidos de Italia, terminando en el cuarto lugar.

## Estadísticas

### Clubes
Actualizado al último partido disputado el 22 de octubre de 2024.
| Club                      | Div.          | Temporada     | Liga  | Liga  | Copas nacionales | Copas nacionales | Copas internacionales | Copas internacionales | Total | Total |
| Club                      | Div.          | Temporada     | Part. | Goles | Part.            | Goles            | Part.                 | Goles                 | Part. | Goles |
| ------------------------- | ------------- | ------------- | ----- | ----- | ---------------- | ---------------- | --------------------- | --------------------- | ----- | ----- |
| A. C. Milan · Italia      | 1.ª           | 2017-18       | 0     | 0     | 0                | 0                | 1                     | 0                     | 1     | 0     |
| A. S. Lucchese · Italia   | 3.ª           | 2018-19       | 30    | 1     | 0                | 0                | ―                     | ―                     | 30    | 1     |
| A. S. Lucchese · Italia   | Total club    | Total club    | 30    | 1     | 0                | 0                | 0                     | 0                     | 30    | 1     |
| A. C. Milan · Italia      | 1.ª           | 2019-20       | 9     | 0     | 1                | 0                | ―                     | ―                     | 10    | 0     |
| A. C. Milan · Italia      | 1.ª           | 2020-21       | 8     | 0     | 0                | 0                | 5                     | 0                     | 13    | 0     |
| A. C. Milan · Italia      | 1.ª           | 2021-22       | 8     | 0     | 2                | 0                | 0                     | 0                     | 10    | 0     |
| A. C. Milan · Italia      | 1.ª           | 2022-23       | 12    | 0     | 1                | 0                | 4                     | 1                     | 17    | 1     |
| Villarreal C. F. · España | 1.ª           | 2023-24       | 7     | 0     | 0                | 0                | 6                     | 0                     | 13    | 0     |
| Villarreal C. F. · España | Total club    | Total club    | 7     | 0     | 0                | 0                | 6                     | 0                     | 13    | 0     |
| A. C. Milan · Italia      | 1.ª           | 2023-24       | 18    | 2     | 1                | 0                | 7                     | 1                     | 25    | 3     |
| A. C. Milan · Italia      | 1.ª           | 2024-25       | 4     | 1     | 0                | 0                | 3                     | 0                     | 7     | 1     |
| A. C. Milan · Italia      | Total club    | Total club    | 59    | 3     | 5                | 0                | 20                    | 2                     | 75    | 5     |
| Total carrera             | Total carrera | Total carrera | 96    | 4     | 5                | 0                | 26                    | 2                     | 127   | 6     |

## Palmarés

### Títulos nacionales
| Título              | Club        | País   | Año  |
| ------------------- | ----------- | ------ | ---- |
| Serie A             | A. C. Milan | Italia | 2022 |
| Supercopa de Italia | A. C. Milan | Italia | 2024 |